# Сајбер-безбедност
Сајбер безбедност се може представити као примена технологије, процеса и контроле ради одбране рачунара, сервера, мобилних уређаја, електронских система, мрежа и података од сајбер напада. Циљ сајбер безбедности јесте да се смањи ризик од сајбер напада и заштити од неовлашћеног искоришћавања система, мреже и технологије.
Основу сајбер безбедности чине:
- Поверљивост–приступ подацима само овлашћеним лицима,
- Интегритет–чување података у исправном и потпуном облику без модификовања,
- Приступачност–приступ подацима у било ком тренутку.[3]

## Значење речи сајбер безбедност
Реч сајбер безбедност сачињена је из две целине:
- Сајбер (eнгл. Cyber, скраћено од Cybernetic–грчко значење „вешт у управљању“) – која може бити дефинисана као употреба информационе технологије и рачунара[4]
- Безбедност – која може представљати стање заштићености субјекта од различитих  облика угрожавања.[5]

### Шта чини „сајбер“
Сајбер чине и хардвер и софтвер. Рачунарски хардвер обрађује податке, извршава упутства, чува податке и премешта податаке и информације између различитих уређаја који чине систем и информације доступним корисницима.  Да би хардвер извршавао задатке потребан је софтвер који се састоји од програма који дефинишу упутства и говоре шта хардвер треба да изврши.

#### Сајбер безбедност и информациона безбедност
Јединствена дефиниција сајбер безбедности није установљена и често се њени елементи преплићу са термином информационе безбедности.
Сајбер безбедност се фокусира на заштиту рачунарских система од сајбер напада, док информациона безбедност представља ширу категорију која подразумева стање заштићености у информационој сфери од ризика и претњи било у штампаној или дигиталној форми.

## Претње по сајбер безбедности

### Унутрашње претње
Унутрашњу претњу представљају запослени у некој организацији.

#### Сопљне претње
Претње по сајбер простор могу се поделити у три категорије када је реч о лицима која се баве тиме:
- Аматери – имају основно или опште немају техничко знање па се за извршавање напада  користе инструкцијама;
- Хакери – имају напредно техничко знање и деле се у три гурпе:

1. са белим шеширом (енгл. White hat) – „добри ликови“ који раде за организације како би ојачали безбедносни систем;
2. сивим шеширом (енгл. Gray hat) – хакују рачунарске системе, али не чине то злонамерно, некада могу тражити неку врсту накнаде за свој рад;
3. црним шеширом (енгл. Black hat) – неовлашћено хакују рачунарске системе из злонамерних разлога, како би нанели штету или остварили неку добит[7]

- Организовани хакери – баве се организованим криминалом, тероризмом, хактивизмом, спонзорисани су од стране неке државе.

## Малвери
Реч малвер (енгл. Malware) – настао је од склопа двеју пореклом енглеских речи „malicious” – злонамеран и „software” – програм.
Малвер је злонамерни софтвер (програм) код или део кода који оштећује или онемогућава, преузима контролу или краде информације са рачунара.
1. Адвер (енгл. Adware) – софтвер који приказује рекламе на рачунару, није нужно злонамеран
2. Црв – програм који се сам умножава и користи рачунарске мреже како би се копирали на друге рачунаре
3. Малвер покретачког система (енгл. Boot sector malware) – софтвер који се шири модификовањем програма и онемогућава покретање рачунара.
4. Ботнет (енгл. Botnet) – малвер који садржи скуп малвером заражених рачунара који се називају ботови и које контролише хакер
5. Отмица прегледача (енгл. Browser hijack) – мења се подразумевана почетна страница и претраживач без наше дозволе
6. Документовани малвер (енгл. Document malware) – малвер који користи рањивост у апликацијама које омогућавају читање и уређивање докумената
7. Регистратор тастера (енгл. Keylogger) – може бити део и хардвера и софтвера, бележи откуцаје на тастатури, најчешће како би се украле шифре, бројеви кредитних картица и остали осетљиви подаци
8. Малвер е-поште (енгл. Email malware distribution) – софтвер који се шири путем е-поште
9. Лажни антивирус (енгл. Fake antivirus) – малвер који пријављује непостојеће претње како би навео корисника да инсталира софтвер или плати наводну регистрацију и чишћење рачунара
10. Вирус (енгл. Virus) – злонамерни рачунарски програм, мења фајл на диску и може се проширити на друге датотеке
11. Откупнина (енгл. Ransomware) – софтвер који преузима контролу над фајловима или уређајем све док се не плати откупнина
12. Руткит (енгл. Rootkit) – део софтвера који сакрива  компјутерски програм
13. Шпијунски софтвер (енгл. Spyware) – софтвер који омогућава праћење и  прикупљање осетљивих података без нашег знања
14. Тројански коњ (енлг. Trojan horse) – програм који се претвара да је легитиман софтвер али скривено извршава штетне функције
15. Експлоатисан (енгл. Exploit) – део софтвера који користи рањивост неке апликације како би приступио или заразио рачунар[9]
16. Задња врата (енгл. Backdoor) – отвара пролаз на уређају како би хакер могао да се улогује без знања корисника

## Напади
1. Напредна упорна претња (енгл. Advanced persistent threat) – напад који је усмерен ка одређеној жртви
2. Напад грубом силом (енгл. Brute force attack) – хакери уз помоћ посебног програма уносе различите комбинације како би открили праву шифру
3. Прелив бафера (енгл. Buffer overflow) – програм складишти вишак података преписујући друге делове меморије и проузрокује грешке и колапсе
4. Крађа података (енлг. Data theft) – као што сам назив говори, представља крађу података са уређаја
5. Цурење података (енгл. Data leakage) – недозвољено дељење поверљивих података
6. Онемогућавање услуга (енгл. –of–service attack–Dos) – напад чија је намена да рачунар, сајт или сервер учине недоступним корисницима
7. Дистрибуирано онемогућавање услуга (енгл. –of–service–DDos) – сличан DoS само координиран са више различитих извора
8. Пецање (енгл. Phishing) – обмањивање корисника и навођење жртве да оставе своје поверљиве податке, преузму малвер или уплате новац
9. SQL  инјекција (енгл. SQL injection) – је врста напада којом се нападају SQL базе података и убацује у њих злонамеран код.[9]

### Посебан облик напада
Социјални инжењеринг (енгл. Social engineering) – метод психолошке манипулације које нападач користи како би дошао до поверљивих информација или навео жртве да изврше одређење радње. Најчешће су те радње отварање злонамерне веб странице или покретање нежељеног прилога датотеке.
Изводи се обично у четири корака:
- Истраживање
- Стицање поверења
- Искоришћавање односа за добијање информације
- Коришћење прикупљених информација за злоупотребу [10]

## Потенцијалне претње
1. Колачићи (енгл. Cookies) – документи која се налазе у компјутеру и дозвољавају сајтовима да запамте детаље и прате посете корисника сајтовима
2. Социјалне мреже (енгл. Social network) – могу бити искоришћене за ширење малвера или крађу поверљивих информација
3. Нежељена пошта (енгл. Spam) – масован број електронске поште која пристиже и може садржати малвере.

## Meтоде заштите
1. Двострука потврда идентитета (енгл. Two–step authentification) – метод којим корисник након уношења шифре мора да потврди свој идентитет и тиме се повећава безбедност личних података.
2. Енкрипција (енгл. Еncryption) – процес у криптографији у којем се шифрују подаци
3. Виртуалне приватне мреже (енгл. Virtual private network–VPN) – маскира IP адресу (Internet Protocol address) корисника за остале
4. Јакa шифрa – користи се за утврђивање идентитета користника и има заштитну функцију
5. Антивирус (енгл. Antivirus) – софтвер који штити рачунар од малвера
6. Сигурни претраживачи – креирани да омогуће анонимност корисника и штите његову личну слободу и приватност
7. Сигурни оперативни систем – пружају приватност и безбедност корисника[11]
8. Сигурносне закрпе (енгл. Security patches) – део софтвера (кóд) који ажурира делове софвера како би се исправиле грешке[12]
9. Анти-спам (eнг. Anti-spam) – софтвер који региструје и спречава електронску пошту са злонамерним садржајима да стигну до корисника
10. Https скенирање (eнг. HTTPS scanning) – скенирање, дешифровање и поновно скенирање података који су угрожени[9]
11. Резервне копије податакa (eнгл. Data Backup) – чување копија повељивих информација на одређеним платформама намењеним за то или на дисковима и флеш меморијама (USB)
12. Провера интернет адресе (енгл.Screening the URL (the address of a web page)) – унапред одобрен списак приступа дозвољеним интернет адресама
13. IPSec – пресрећу се и енкриптују подаци приликом комуникације међу мрежама
14. Заштитни зид (енгл. Firewall) – управља долазним и одлазним подацима и контролише приступ недозвољеним апликацијама [13]
15. Сендбоксинг (енгл. Sandboxing) – покретање софтвера изолованом окружењу од система[14]

## Законске регулативе за сајбер безбедност у Републици Србији
Тренутно у Републици Србији нема конкретне законске регулативе за сајбер простор и сајбер безбедност, али се може рећи да је кроз друге законске и стратешке акте донекле регулисано то питање, што није довољно. То су:
- Стратегија Националне безбедности Републике Србије
- Стратегија одбране Републике Србије
- Стратегија развоја информационе безбедности у Републици Србији за 2017–2020г.
- Закон о информационој безбедности
- Закон о организацији и надлежности државних органа за борбу против високотехнолошког криминала
- Закон о тајности података
- Закон о заштити података о личности
- Закон о електронским комуникацијама
- Закон о потврђивању Конвенције о високотехнолошком криминалу
- Закон о потврђивању Додатног протокола уз Конвенцију о високотехнолошком криминалу који се односи на инкриминацију дела расистичке и ксенофобичне природе извршених преко рачунарских система
- Закон о потврђивању Конвенције Савета Европе о заштити деце од сексуалног искоришћавања и сексуалног злостављања
- Закон о Војнобезедносној агенцији и Војнообавештајној агенцији
- Кривични закон Републике Србије

Законом је установљен Национални центар за превенцију безбедносних ризика (национални ЦЕРТ) у информационо-комуникационим (ИКТ) системима у оквиру Регулаторне агенције за електронске комуникације и поштанске услуге (РATEЛ), чији је задатак да прикупља и размењује информације о ризицима за безбедност система, као и догађајима који угрожавају безбедност система у вези тога и обавештава, упозорава и саветује лица која управљају ИКТ системима у Републици Србији.
Национални ЦЕРT Републике Србије акредитован је на међународној листи ЦЕРТ тимова међународне платформе за подршку активностима центара за реаговање на угрожавање безбедности информационих система.
Сарађује са Европском агенцијом за безбедност мрежа и услуга (ENISA) у оквиру експертске групе регулатора електронских комуникација за интегритет и безбедност мрежа и услуга.
Захваљујући „First Fellowship“ програму, постао је привилегован члан FIRST–a (Forum of Incident and Response Security Teams). 
Посебни ЦЕРТ–ови регистровани на територији Републике Србије према Регулаторној агенцији за електронске комуникације и поштанске услуге:
1. Share CERT
2. UniCERT
3. RNIDS–CERT
4. SAGA–CERT
5. DIGIPRO CERT
6. COM–4T CERT
7. CERT++
8. Neša Stream
9. Advanced Security Technologies doo
10. Nova Defense[16]